# Fritz Steudtner
Fritz Steudtner (* 16. Juli 1896 in Olbersdorf; † 28. März 1986 in Dresden) war ein deutscher Architekt und Denkmalpfleger.

## Leben

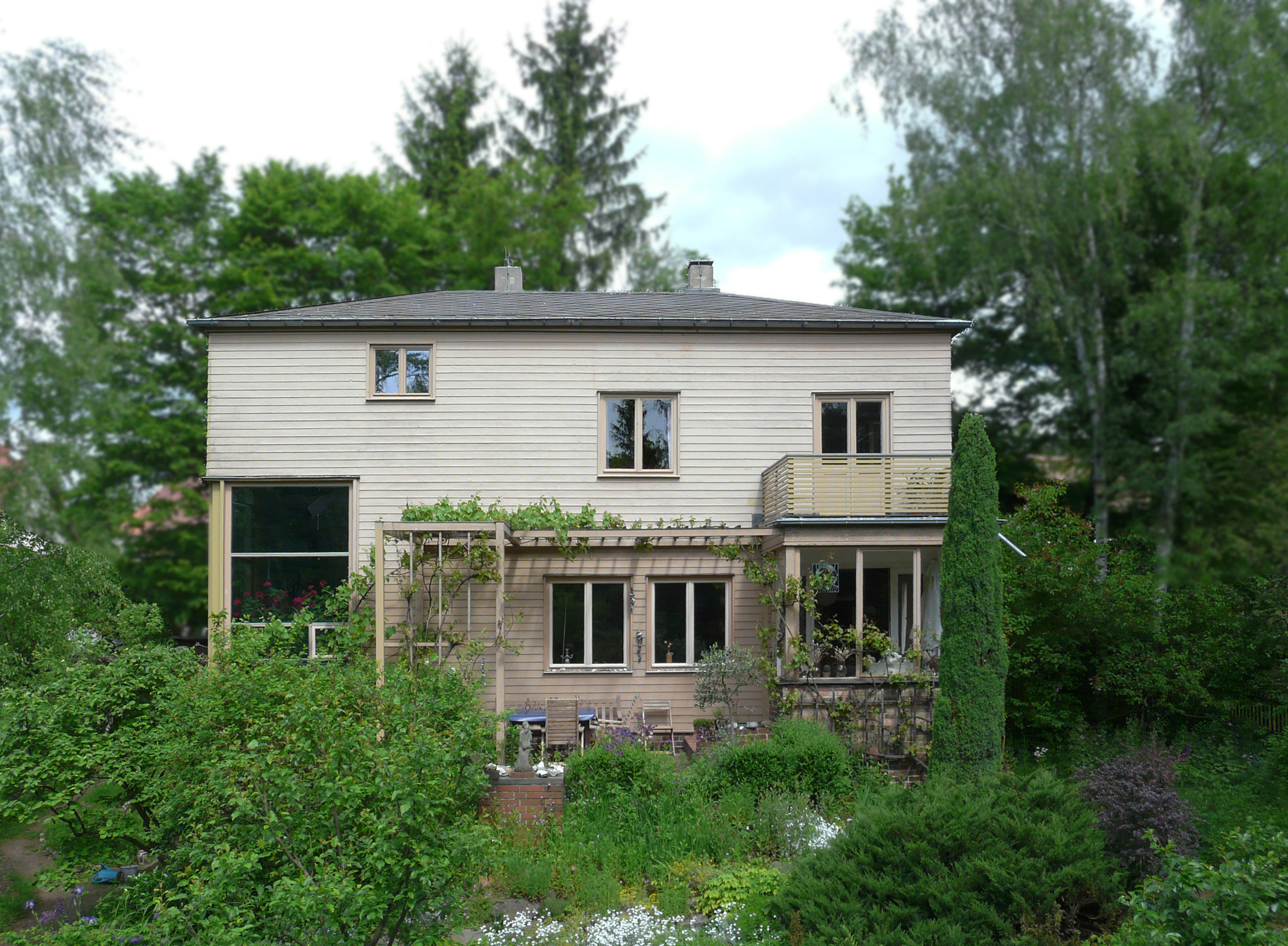
Haus Grüne Telle 6 in Dresden-Hellerau, erbaut 1931

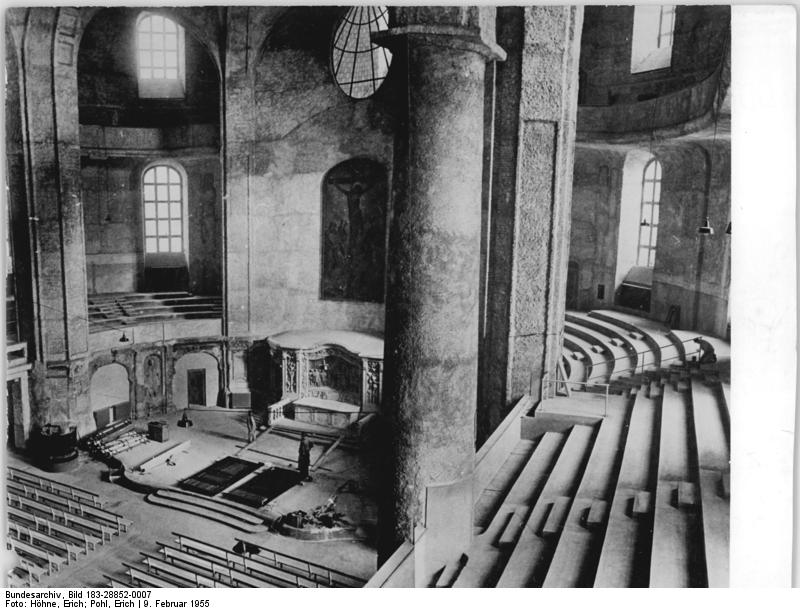
Kreuzkirche in Dresden, Zustand um 1955 während der Restaurierung des Innenraums

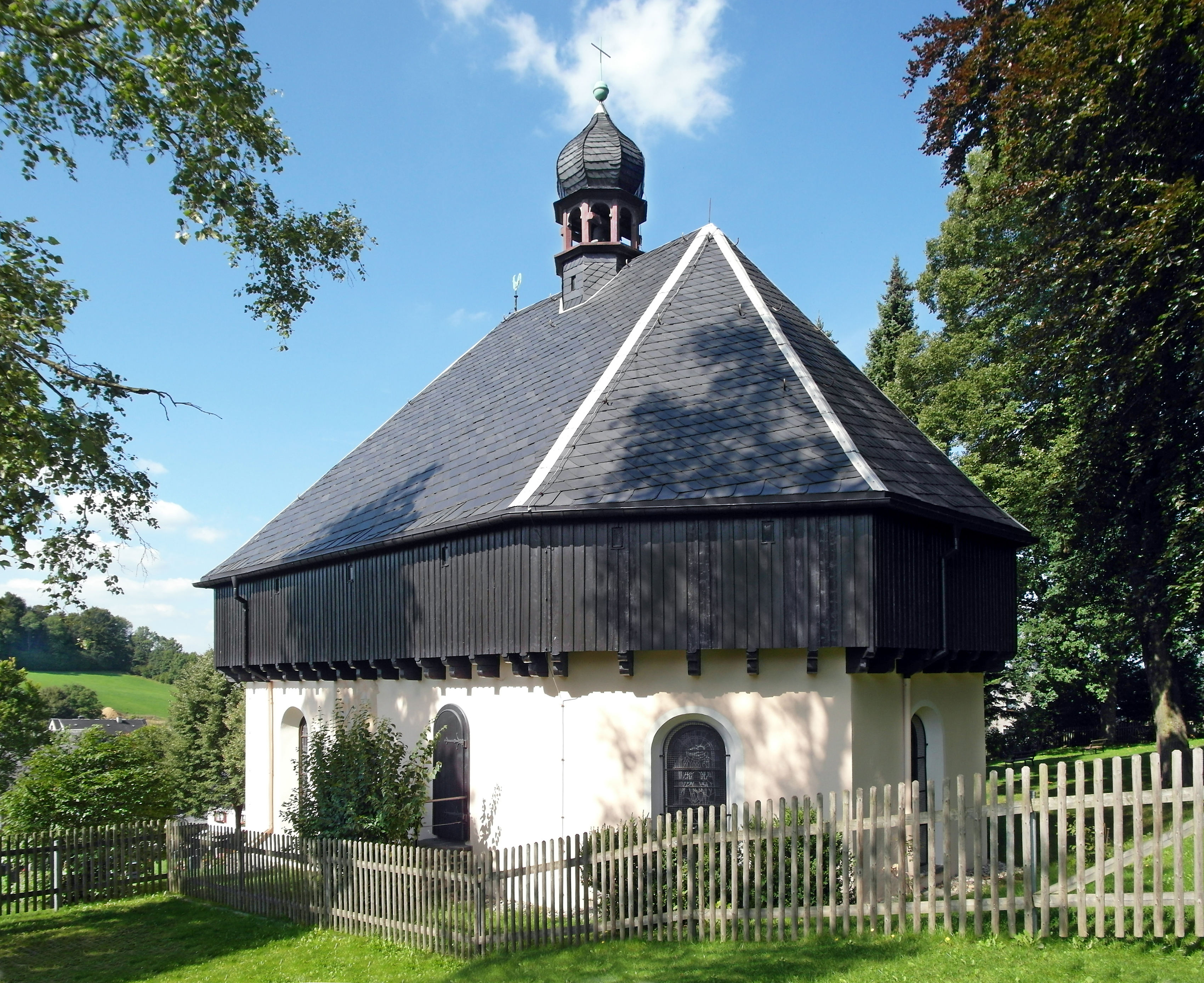
Kreuzkapelle in Mauersberg (Großrückerswalde), erbaut 1949–1953, der 1889 abgerissenen Wehrgangkirche nachempfunden

Nach einer Zimmererlehre studierte Steudtner ab April 1914 bis zum Kriegsbeginn August 1914 und nach einer Unterbrechung durch seinen bis November 1918 dauernden aktiven Wehrdienst erneut von Oktober 1919 bis August 1921 an der Baugewerkschule Görlitz. Anschließend war er als Bautechniker in der Oberlausitz und im Riesengebirge tätig. Er ging 1923 nach Dresden, wo er bis 1927 ein Architekturstudium an der Dresdner Kunstakademie absolvierte. Zu seinen prägendsten Lehrern zählte dabei Heinrich Tessenow, dessen Meisterschüler Steudtner an der Kunstakademie wurde. Ergänzend zum Studium an der Kunstakademie belegte er Kurse und Vorlesungen in Städtebau bei Adolf Muesmann, Innengestaltung bei Emil Högg, Baugeschichte bei Oscar Reuther und Freihandzeichnen bei Fritz Beckert an der Technischen Hochschule Dresden. Den Studienabschluss erlangte Steudtner dann jedoch bei Wilhelm Kreis, der ab dem Wintersemester 1926/1927 die Meisterklasse für Baukunst an der Kunstakademie übernommen hatte. Als Werkstudent war er tätig bei der Reichsbahnbaudirektion, bei Adolf Muesmann, bei Martin Dülfer und im Hochbauamt der Stadt Dresden bei Stadtbaurat Paul Wolf. Im Jahr 1928 machte sich Steudtner als Architekt selbstständig. Zu den Mitarbeitern in seinem Architekturbüro gehörte unter anderem Kurt Nowotny.
Vor dem Zweiten Weltkrieg baute Steudtner zahlreiche Wohnhäuser in und um Dresden. Seine erste Arbeit war jedoch die Erarbeitung einer Möbelserie für die Hausrat Gemeinnützige Möbelversorgungs-GmbH in Dresden. Die direkte Beauftragung dafür kam durch seine Ehefrau Erna Steudtner geb. Bankmann zu Stande, die dort tätig war. Anfang 1940 wurde Steudtner dienstverpflichtet als Referent für Architekten bei der Landesleitung Sachsen der Reichskammer der bildenden Künste. Von August 1943 bis Sommer 1946 war er Leiter der Architekten für die Sofortmaßnahmen für das Land Sachsen, ab der Bombennacht im Februar 1945 nur noch für die Stadt Dresden. Seit 1930 war er freier Mitarbeiter beim Institut für Denkmalpflege des Landes Sachsen. Ab 1945 widmete er sich vor allem dem Kirchenumbau und der Kirchenmodernisierung. Ab Herbst 1950 war er Baupfleger der Evangelisch-Lutherischen Landeskirche Sachsens. Er war Leiter des Wiederaufbaus der Dresdner Kreuzkirche und am Umbau und der Restaurierung der Leipziger Thomaskirche und der Wartburg beteiligt. Im Jahr 1956 entwickelte er einen Nutzungsplan für die vom Abriss bedrohte Dresdner Sophienkirche, der jedoch nicht umgesetzt wurde. Ausgeführte Kirchenneubauten sind die Kreuzkapelle in Mauersberg und die Kirche in Neuendorf bei Cottbus, an deren Bau er maßgeblich beteiligt war.
Steudtner war stets sehr bemüht, die Zusammenarbeit und den Zusammenhalt der Dresdner Architekten zu fördern. Davon zeugt seine Mitgliedschaft im Pietzsch-Kreis, einer Verbindung von Architekten und bildenden Künstlern, die als Notgemeinschaft insbesondere in der Zeit von 1933 bis zum Kriegsende wirksam war und der Unterstützung ideologisch bedrängter und existenzbedrohter Künstler und Architekten diente. Noch lange nach dem Tod von Martin Pietzsch war der Kreis unter der Leitung von Steudtner aktiv. Es bestanden enge Beziehungen zur Technischen Hochschule Dresden und zur Hochschule der Bildenden Künste.

## Darstellung Steudners in der bildenden Kunst
- Hanna Hausmann-Kohlmann: Fritz Steudner (1947, Scherenschnitt)[5]

## Ausgeführte Bauten
- 1927: Musikpavillon auf dem Festplatz der 6. Jahresschau Deutscher Arbeit, Dresden 1927. Ausstellung „Das Papier“.[6]
- 1928: Möbelserie für die Hausrat Gemeinnützige Möbelversorgungs G.m.b.H., Dresden[7]
- 1928: Schwimmende Jugendherberge „Sachsen“, Umbau eines Elbfrachtkahns, Wehlen[8]
- 1929: Jugendherberge auf dem Aschberg, bei Klingenthal (Vogtland)[9][10]
- 1929: Innenausbau des Um- und Anbaus der Gewerbeschule für Musikinstrumentenbau und Handwerk mit öffentlicher Handelsschule, Brunndöbra (Vogtland), Äußere Gestaltung durch Martin Hammitzsch[11]
- 1931: Holzhäuser Grüne Telle 6 in Dresden-Hellerau für den Maler und Grafiker Paul Sinkwitz[12]
- 1932: Jugendherberge im Schloss Rochsburg[13]
- 1933: Plastik für das Krieger-Ehrenmal neben der Stadtkirche in Glashütte[14]
- 1933–35: Umbau Schloss Planitz[15]
- 1934: Wohnhaus Reitze, Königsweg 15, Dresden[16]
- 1934: Wohnhaus Schäfer, Gostritzer Str. 124, Dresden[17]
- 1934: Prospekt der neuen Kirchenorgel, Schönfeld (heute Stadtteil von Dippoldiswalde)[18]
- 1935: Schulgartengebäude für die Dresdner Reichsgartenschau 1936 im Großen Garten[19]
- 1935: Friedhofskreuz auf dem Friedhof in Glashütte[20]
- 1936: Neubau Feuerlöschgerätehaus und Kraftwagenhalle für die Feuerwehr in Glashütte[21]
- 1936: Wohnhaus Kretzschmar, Krügerstraße 6, Dresden[22]
- 1937: Wohnhaus Prof. Dr. Gallwitz, Theisewitzer Str. 5, Dresden-Mockritz[23]
- 1939: Kirche Lockwitz mit Nickern, Erneuerung des Kirchendaches, Neubau der Orgel, Einbau Sanitäranlagen[24]
- 1946–55: Wiederaufbau der Kreuzkirche in Dresden
- 1946: Aufbau des Waldparkhotels in Dresden.[25]
- 1950–51: Bethlehem-Kirche in Dresden-Tolkewitz, Zusammenarbeit mit Wolfgang Rauda
- 1950–53: Kreuzkapelle in Mauersberg (Sachgesamtheit von Kirche und Gruft)
- 1953–54: Kirche der wahren Hoffnung, Neuendorf, Teichland, Jänschwalder Straße 5, Innenausbau der Dorfkirche
- 1955: Glockenspielturm Bärenfels Osterzgebirge.[26]
- 1970–72: Umbau Filmtheater „West“, Raimundstr. 1, Dresden, Abriss 2002[27]

## Denkmalpflegerische Arbeiten
- 1931–33: Erneuerung der Kirche Neukirchen bei Nossen
- 1934–35: Erneuerung der Kirche Niederrödern
- 1936–38: Erneuerung der Kirche Glashütte
- 1936–39: Erneuerung der Kirche St. Bartholomäus zu Waldenburg (Sachsen)
- 1946–49: Erneuerung der Kirche zu Schwaben
- 1946–55: Erneuerung der Kirche Kotitz
- 1945–59: Erneuerung der Kreuzkirche Dresden
- 1946–50: Erneuerung der Kirche Strauch
- 1947–51: Erneuerung der Kirche Lichtenberg
- 1949: Erneuerung der Kirche Nieska
- 1952–60: Restaurierungsarbeiten an der Wartburg in Eisenach
- 1954: Erneuerung der Kirche Conradsdorf
- 1955–58: Erneuerung der Kirche Dittelsdorf
- 1955: Erneuerung der Kirche Markersbach
- 1956–59: Erneuerung des Schlosses Lauenstein (Sachsen)
- 1956–59: Erneuerung des Schlosses Drehna, Staatssekretariat für Erfassung
- 1957–62: Erneuerung der Großorgel, Kreuzkirche Dresden
- 1968–69: Neuausgestaltung des Innenraums der Wichernkapelle in Radebeul
- 1969–72: Restaurierung des Innenraums der Heilig-Geist-Kirche in Dresden-Blasewitz

## Wettbewerbsentwürfe
- 1927: Feuerwehrgebäude mit Wohnungen in Hellerau am Schulweg 24–26 (heute: Heinrich-Tessenow-Weg), 1. Preis. Ausführung jedoch in anderer Entwurfsfassung vermutlich von Paul Löffler.[28]
- 1927: Berufs- und Handelsschule Cottbus. Zusammenarbeit mit Arch. Sachs (Dresden), Kennwort: „Zweisimmen“, Ankauf.[29][30]
- 1929: Erweiterung des Stadtmuseums in Bautzen mit städtebaulicher Gestaltung des Kornmarktes, 5. Preis.[31][32]
- 1930: Volksfreibadeanlage, Planitz (Sachsen), 4. Preis.[33]
- 1939: Volksschulneubau beim Volkspark auf dem Gelände der ehemaligen Weißeschen Gärtnereien in Kamenz, 3. Preis.[34]
- 1939: Walther-von-der-Vogelweide-Denkmal am Leopoldsberg in Wien.[35]

## Städtebauliche Projekte für Ortsverlagerungen bedingt durch Braunkohlenbergbau
- Görnitz – Altdeutzen (Kreis Borna)
- Hain – Kleinzössen (Kreis Borna)
- Prößdorf (Kreis Borna)